# Kren
Kren (Krenn, Křen, Krön, Kroen, Khren, Khreen, Chrön, Chroen, Chren, Hren) je priimek več znanih Slovencev:
- Brina Kren, saksofonistka, producentka
- Ciril Kren (1921—2007), skladatelj, glasbeni publicist, zborovodja
- Stane Kren (1960—2004), slikar, pesnik, risar stripov
- Tomaž Kren (= Hren)
- Tilka Kren Obran (* 1936), psihologinja